# 9633 Cotur
A 9633 Cotur (ideiglenes jelöléssel 1993 UP8) a Naprendszer kisbolygóövében található aszteroida. Eric Walter Elst fedezte fel 1993. október 20-án.